# Мария Наваррская
Мария Наваррская (фр. Marie de Navarre, исп. María de Navarra; ок. 1330—1347) — принцесса Наваррская из дома д’Эврё, дочь короля Наварры Филиппа III и королевы Жанны II, супруга короля Арагона Педро IV.

## Биография
Мария Наваррская, или Мария д’Эврё, родилась около 1330 года. Она была первенцем в королевской семье Наварры. Её отцом был Филипп III д’Эврё, матерью Жанна II Наваррская. По отцовской линии она была внучкой Людовика д’Эврё и Маргариты д’Артуа. По материнской — короля Франции Людовика X Сварливого и Маргариты Бургундской.
6 января 1337 года Мария была обручена с королём Арагона Педро IV, который был старше неё на десять лет. Спустя полтора года, 23 июля 1338 года, он женился на ней в Алагоне. Всего в браке появилось четверо детей:
- Констанция (1343—1363), инфанта Арагона, замужем за королём Сицилии Федериго III, имела одну дочь.
- Хуана (1344—1385), инфанта Арагона, замужем за графом Ампурьяса Хуаном I, имела двоих сыновей.
- Мария (1345—1348), инфанта Арагона, умерла в возрасте трёх лет.
- Педро (1347), инфант Арагона, умер вскоре после рождения.

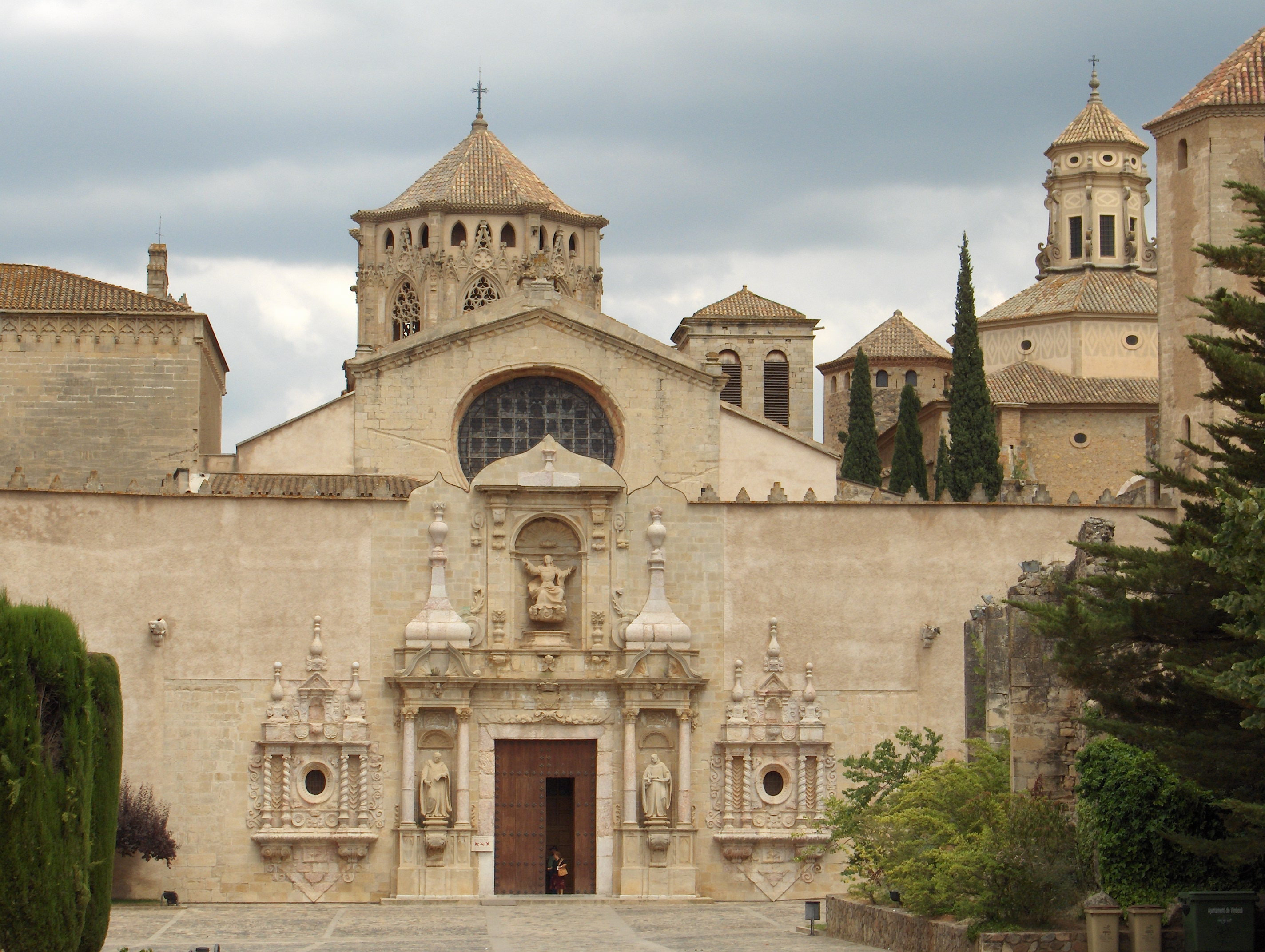
монастырь Поблет, где похоронена Мария Наваррская

Мария умерла при родах сына Педро 29 апреля 1347 года в возрасте восемнадцати лет. Ребёнок скончался в тот же день. Марию похоронили в валенсийской церкви Сан-Висенте-де-ля-Рокета, а позднее останки перенесли в монастырь Поблет, служивший одновременно королевской резиденцией и усыпальницей.
После этого наследницей арагонского трона Педро IV объявил Констанцию, и потребовал, чтобы его вассалы принесли ей присягу. Многие отказались это сделать и образовали противостоящую Педро Арагонскую унию. Король был вынужден позаботиться о рождении наследника мужского пола, заключив для этого в ноябре 1347 года брак с португальской принцессой Элеонорой. Но долгожданный сын появился лишь в третьем браке с Элеонорой Сицилийской.